# Gott ist nicht tot 2
Gott ist nicht tot 2 (Originaltitel: God’s Not Dead 2) ist ein US-amerikanisches christliches Filmdrama aus dem Jahr 2016 unter der Regie von Harold Cronk.

## Handlung
Die Geschichtslehrerin Grace Wesley, eine gläubige evangelische Christin, bemerkt, dass eine ihrer Schülerinnen, Brooke Thawley, nach dem kürzlichen Unfalltod ihres Bruders zurückgezogen wirkt. Brooke, die sich kaum mehr ihren Studien widmet, bemerkt Graces hoffnungsvolle Haltung und fragt, wo Grace ihren Optimismus findet. Grace antwortet: von Jesus, und Brooke beginnt, in der Bibel ihres verstorbenen Bruders zu lesen. Während Grace Vorträge über Mahatma Gandhi und Martin Luther King hält, fragt Brooke, ob sich ihre friedlichen Lehren auf den biblischen Bericht der Bergpredigt beziehen. Grace bejaht dies und bezieht Teile der Heiligen Schrift auf seine Lehren. Ein Schüler schreibt seinen Eltern sofort eine SMS über den Unterricht, und die darauf folgende Gegenreaktion zieht den Zorn von Schulrektorin Kinney auf sich. Sie weist Grace zurecht und sagt, dass der Glaube des Lehrers ihr Urteilsvermögen getrübt habe. Grace wird daraufhin der Schulbehörde vorgeführt, die ihr mitteilt, dass rechtliche Schritte gegen sie eingeleitet werden, da sie gegen die Trennung von Kirche und Staat verstoßen habe. Graces Fall erregt die Aufmerksamkeit von Tom Endler, einem Verteidiger, der bereit ist, ihr zu helfen, obwohl er selbst ein Ungläubiger ist.
Nachdem Martin Yip, ein College-Student, mit seinem Freund Josh gesprochen hat, besucht er Pastor David Hill, um ihm einige Fragen über Gott zu stellen. Die ehemalige Bloggerin Amy Ryan geht ins Krankenhaus und findet heraus, dass ihr Krebs auf wundersame Weise verschwunden ist. Sie spricht mit Michael Tait von den Newsboys, der sie ermutigt und erklärt, dass Gebete mit Glauben erhört werden können. Amy denkt darüber nach und schreibt ihren Blog später zu einem Tagebuch über ihre Erlebnisse mit Gott um.
Die Schulbehörde bringt Graces Fall vor einen Richter in Little Rock, Arkansas, in der Hoffnung, ihre Kündigung zu erreichen und ihr ihre Lehrerlaubnis zu entziehen; es sei denn, sie entschuldigt sich, was Grace ablehnt. Zu Brookes Entsetzen erklärt Staatsanwalt Pete Kane, dass die Klage „ein für alle Mal beweisen wird, dass Gott tot ist“. Sein einleitendes Argument legt nahe, dass die Gesellschaft der Vereinigten Staaten zusammenbrechen wird, sollte Grace nicht für schuldig befunden werden. Endler verteidigt die Idee, dass Jesus buchstäblich eine historische Figur und daher ein angemessenes Thema für die Debatte im Klassenzimmer war. Der christliche Apologet J. Warner Wallace wird zusammen mit Lee Strobel als Sachverständiger gerufen, um die Idee zu verteidigen.
Brooke wird als Zeugin zugelassen. Kane bringt sie dazu, zuzugeben, dass es Grace und nicht Brooke war, die ihr erstes Gespräch über Jesus begonnen hat. Als Grace immer entmutigter wird, singen Brooke und ihre Freunde ihr ein Lied, um ihre Stimmung wieder aufzuhellen. Martin besucht David mit seinem Freund Jude im Krankenhaus und gibt bekannt, dass er sich als Pastor in China berufen fühlt. Endler wendet eine Taktik an, um Grace als feindselige Zeugin darzustellen, und bringt den Richter dazu, die Geschworenen darüber zu informieren, dass ihre Voreingenommenheit oder ihre Vorurteile ihr Urteil nicht beeinflussen dürfen. Die Jury entscheidet schließlich zugunsten von Grace, die sich zusammen mit Brooke und Endler freut, während Kane gedemütigt dasteht. Während sie ihren Sieg feiern, überzeugt Brooke Thawley die Menge, dass Gott nicht tot sei, damit sie die guten Nachrichten erhalten könnten, während Newsboys ihr Lied „Guilty“ singen und es Grace widmen, die vor Gericht steht.
In einer Post-Credit-Szene wird ein vollständig genesener David von der Polizei festgenommen, weil er seine Predigten nicht wie gefordert bei der Regierung abgegeben hat. Pastor Jude und Martin sehen zu, wie David von den beiden Polizisten in Handschellen abgeführt wird. Dann fragt sich Martin, was er als Nächstes tun soll, und Jude antwortet ihm: „Wie immer, Martin. Wir beten im Glauben.“

## Rezeption

### Veröffentlichung
Gott ist nicht tot 2 wurde am 1. Oktober 2016 veröffentlicht. Die gesamten Einnahmen betrugen 24,5 Millionen US-Dollar, dem gegenüber standen Produktionskosten von 5 Millionen US-Dollar.

### Kritiken
Wie sein Vorgänger wurde Gott ist nicht tot 2 von den Kritikern stark verrissen. Rotten Tomatoes gibt dem Film eine Bewertung von 10 %, basierend auf 40 Kritiken, mit einer durchschnittlichen Bewertung von 3,42/10. Der Konsens der Seite besagt: „Gott ist nicht tot 2 predigt seinem paranoiden, konservativen Chor schamlos den missionierenden Vortrag, den sein Titel verspricht.“ Auf Metacritic erzielte der Film die Punktzahl 22 von 100, basierend auf Bewertungen von acht Kritikern, die auf „allgemein ungünstige Kritiken“ hinweisen. Von CinemaScore befragte Zuschauer gaben dem Film eine Durchschnittsnote von „A“ auf einer Skala von A+ bis F. Deadline merkte an, dass „auf Glauben basierende Filme es leicht haben, eine Eins bei CinemaScore zu erreichen.“

„Ein mit absurder Ernsthaftigkeit in Szene gesetztes Gerichtsdrama, in dem sich konservative Gläubige gegen ihre vorgeblichen Verfolger durchsetzen. Einschlägige Gastauftritte verstärken den Eindruck eines filmisch ambitionslosen Klassentreffens der ‚christlichen Rechten‘.“